# 압승
압승(壓勝)은 선거에서 특정 후보나 정당이 압도적인 표차로 승리했음을 나타내는 말이다. 압승의 양상은 선거 제도마다 다양하며, 하나의 선거 제도 내에서도 어떤 기준을 충족해야 압승인지 합의된 바는 없다.
영어에서는 '산사태 승리' (Landslide victory)라고 표현하는데, 말 그대로 산사태가 발생하여 눈앞의 모든 것을 쓸어버린다는 의미에서 이런 표현이 생겨났다.

## 각국의 사례

### 대한민국
대통령제 국가인 대한민국에서는 대통령 선거에서 어느 한 후보가 압도적인 표차를 보인 사례가 거의 없었기 때문에 사용하지 않으며, 그 대신 총선이나 지방선거에서 한 정당의 승리가 압도적일 때 압승이라는 표현을 쓴다.
- 1960년 제5대 국회의원 선거 - 1960년 7월 29일 실시된 국회의원 총선거로, 4·19혁명 및 제2공화국 출범 직후 실시되었다. 그 영향으로 민주당이 전체 의석수 233석 중 172석을 차지하며 압승을 거두었다.
- 2006년 제4회 전국동시지방선거 - 2006년 5월 31일 실시된 지방선거로, 야당인 한나라당이 광역단체장 12석, 기초단체장 155석 등의 압승을 거두었다. 여당인 열린우리당은 광역단체장 1석, 기초단체장 19석이라는 참패를 거뒀으며, 제3당인 민주당의 광역단체장 2석, 기초단체장 20석보다도 밀리는 모습을 보였다.
- 2007년 제17대 대통령 선거 - 2007년 12월 19일 실시된 대통령 선거로, 한나라당의 이명박 후보가 48.7%의 득표율을 가져가며 2위 정동영 후보와 22.6% 득표율차를 보였다. 1987년 민주화 이후 1위 후보와 2위 후보 간의 득표율차가 20% 이상인 대통령 선거는 이 선거가 유일하다.[2]
- 2017년 제19대 대통령 선거 - 2017년 12월 19일 실시된 대통령 선거로, 더불어민주당의 문재인 후보가 1340만표 (41.1%)를 득표하며 2위 홍준표 후보와 540만표차로 압승했다. 이는 대통령 선거 역사상 가장 큰 득표차이기도 하다.[3]
- 2018년 제7회 전국동시지방선거 - 2018년 6월 13일 실시된 지방선거로, 여당인 더불어민주당이 광역단체장 14석, 기초단체장 151석 등의 압승을 거두었다. 제1야당인 자유한국당은 광역단체장 2석, 기초단체장 53석에 머물렀다.
- 2020년 제21대 국회의원 선거 - 2020년 4월 15일 실시된 국회의원 총선거로, 여당인 더불어민주당과 더불어시민당이 원내 의석수 3분의 2에 달하는 180석의 압승을 거두었다.

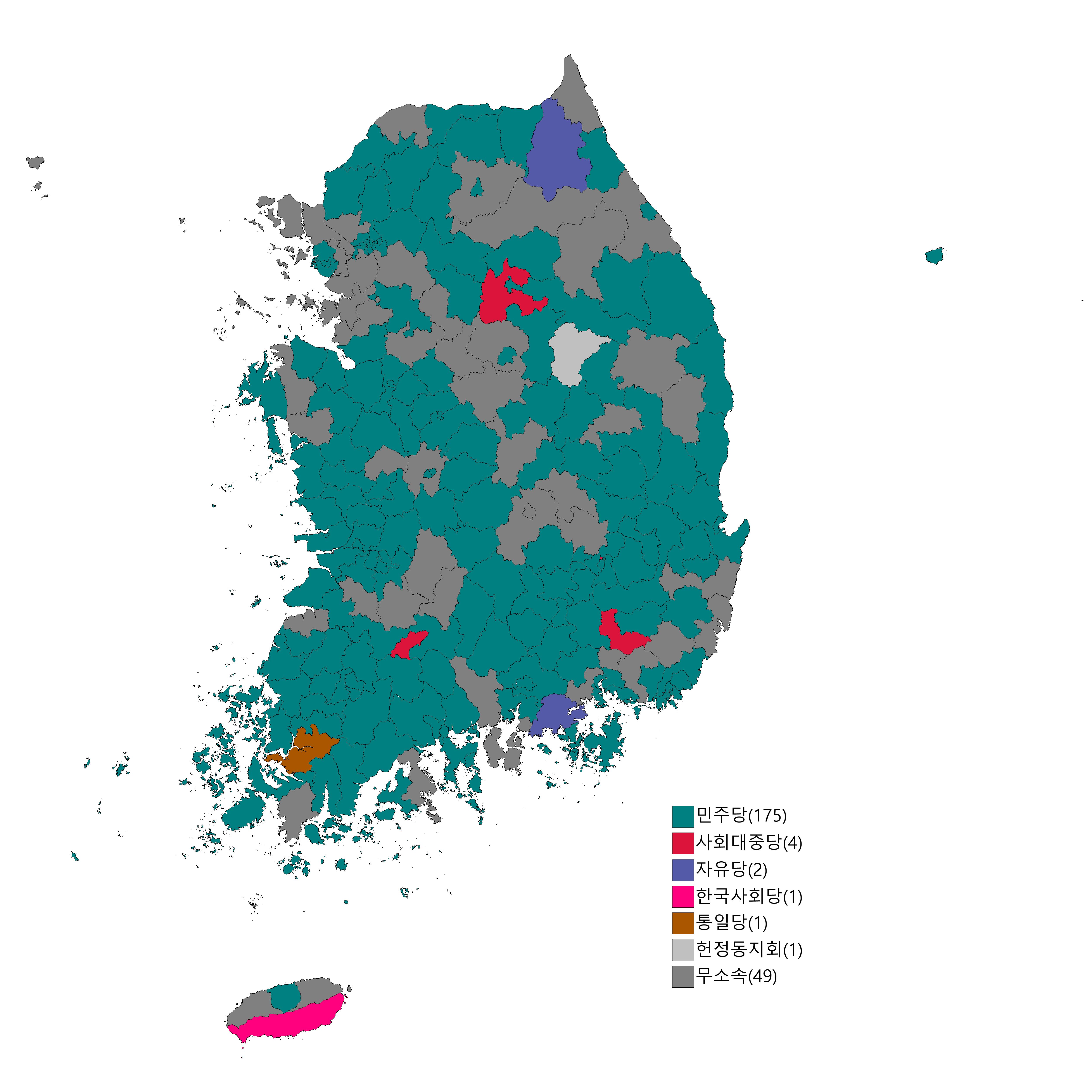
민주당이 압승한 대한민국 제5대 국회의원 선거
한나라당이 압승한 제4회 전국동시지방선거
한나라당의 이명박이 압승한 대한민국 제17대 대통령 선거
더불어민주당의 문재인이 압승한 대한민국 제17대 대통령 선거
더불어민주당과 더불어시민당이 압승한 대한민국 제21대 국회의원 선거

### 영국
의원내각제 국가인 영국에서는 원내 과반의석수를 넉넉히 달성한 경우와, 한 정당에서 다른 정당으로 표심이 크게 선회한 경우를 압승이라고 표현한다. 보통 한쪽 정당의 정부가 오랫동안 집권해 온 뒤 유권자들의 피로감이 발생하여 정권교체를 해야 한다는 분위기가 지배적일 때 선거결과가 압승으로 드러나는 경우가 많다.
- 1841년 영국 총선 - 로버트 필이 윌리엄 램을 누르고 원내 의석수에서 압승을 거뒀다.
- 1906년 영국 총선 - 헨리 캠벨배너먼이 이끄는 영국 자유당이 아서 밸푸어의 보수당을 누르고 압승을 거뒀다. 보수당은 지난 선거보다 의석수가 절반으로 준 것은 물론 밸푸어 대표 본인도 맨체스터이스트 선거구에서 패배하는 수모를 겪었다. 이해 총선은 전국적으로 자유당으로의 표심 선회가 두드러졌으며, 보수당에서 자유당으로 넘어간 선회 득표율 5.4%는 당시까지만 해도 유례없는 기록으로 남았다. 결과적으로 자유당은 214석이 늘어나 397석을 얻었으며 보수당은 246석을 잃어 156석에 머물렀다.[4][5]
- 1945년 영국 총선 - 클레멘트 애틀리가 이끄는 영국 노동당이 윈스턴 처칠의 보수당을 누르고 압승을 거뒀다. 보수당에서 노동당으로 넘어간 선회 득표율은 12.0%이었으며, 노동당은 239석이 증가한 393석을, 보수당은 190석이 감소한 197석을 확보했다.[6]
- 1983년 영국 총선 - 마거렛 대처가 이끄는 영국 보수당이 38석 증가한 397석 (전국 득표율 42.4%)을 확보하며 과반 165석의 압승을 거뒀다. 반면 야당인 마이클 풋의 노동당은 209석에 그쳤다.
- 1997년 영국 총선 - 토니 블레어가 이끄는 노동당이 145석 증가한 418석을 확보하며 과반 179석의 압승을 거뒀다. 보수당은 178석 감소한 165석에 그쳤다. 보수당에서 노동당으로 넘어간 선회 득표율은 10.2%였으며, 20세기에 치러진 선거 중에서는 1931년 총선 이후 가장 큰 승리로 기록되었다.[7]
- 2019년 영국 총선 - 보리스 존슨이 이끄는 보수당이 48석 증가한 365석을 확보하며 1987년 총선 이래 가장 큰 승리를 거뒀다. 제레미 코빈이 이끄는 노동당은 60석 감소한 202석을 얻어 1935년 총선 이래 최악의 성적표를 받았다. 이번 선거는 특히 노동당의 텃밭이었던 미들랜즈와 노던잉글랜드에서 보수당이 54석을 획득했다는 점이 화제가 되었는데 일부 선거구에서는 수십년 만에 보수당 당선자가 나오기도 했다.[8]

보수당이 압승한 1983년 영국 총선
노동당이 압승한 1997년 영국 총선
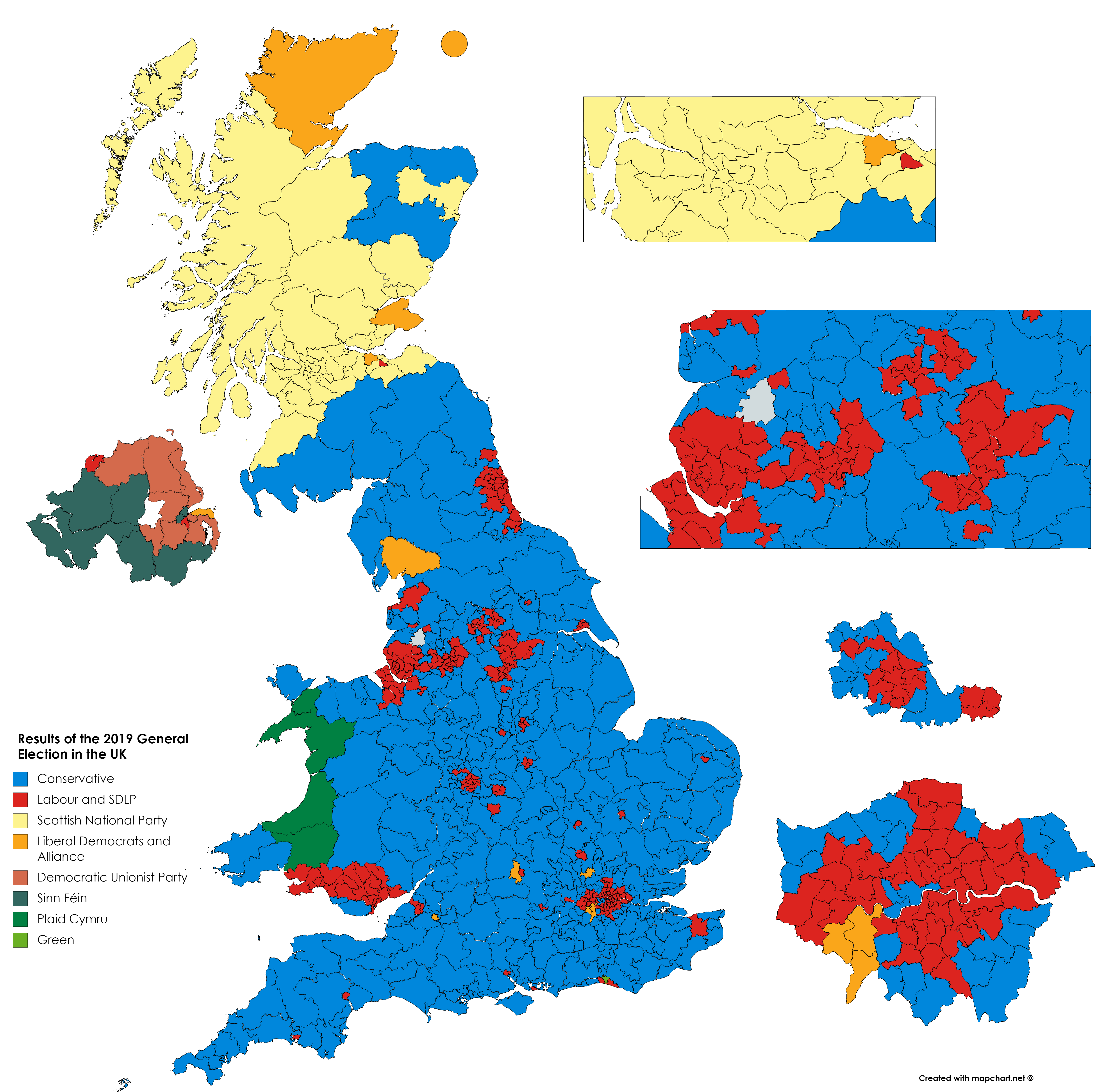
보수당이 압승한 2019년 영국 총선

### 미국
미국의 대통령 선거에서 압승은 특정 후보가 선거인단에서 압도적인 다수를 차지할 때 발생한다.
- 1804년 미국 대통령 선거 - 민주공화당의 토머스 제퍼슨 후보가 연방당의 찰스 코츠워스 핑크니 후보를 162 대 14로 누르고 당선되었다.
- 1816년 미국 대통령 선거 - 민주공화당의 제임스 먼로 후보가 연방당의 루퍼스 킹 후보를 183 대 34로 누르고 당선되었다.
- 1852년 미국 대통령 선거 - 민주당의 프랭클린 피어스 후보가 휘그당의 윈필드 스콧 후보를 254 대 42로 누르고 당선되었다.
- 1864년 미국 대통령 선거 - 국민연방당의 에이브러햄 링컨 후보가 민주당의 조지 B. 매클렐런 후보를 212 대 21로 누르고 당선되었다.
- 1932년 미국 대통령 선거 - 민주당의 프랭클린 D. 루스벨트 후보가 공화당의 허버트 후버 후보를 472 대 59로 누르고 당선되었다.
- 1936년 미국 대통령 선거 - 민주당의 프랭클린 D. 루스벨트 후보가 공화당의 앨프 랜던 후보를 523 대 8로 누르고 당선되었다.
- 1964년 미국 대통령 선거 - 민주당의 린든 B. 존슨 후보가 공화당의 배리 골드워터 후보를 486 대 52로 누르고 당선되었다.
- 1972년 미국 대통령 선거 - 공화당의 리처드 닉슨 후보가 민주당의 조지 맥거번 후보를 520 대 17로 누르고 당선되었다.
- 1980년 미국 대통령 선거 - 공화당의 로널드 레이건 후보가 민주당의 지미 카터 후보를 489 대 49로 누르고 당선되었다.
- 1984년 미국 대통령 선거 - 공화당의 로널드 레이건 후보가 민주당의 월터 먼데일 후보를 525 대 13으로 누르고 당선되었다.

프랭클린 D. 루스벨트가 압승한 1936년 미국 대통령 선거
린든 B. 존슨이 압승한 1964년 미국 대통령 선거
리처드 닉슨이 압승한 1972년 미국 대통령 선거
로널드 레이건이 압승한 1984년 미국 대통령 선거

## 같이 보기
- 정권교체